# Wydział Anglistyki Uniwersytetu im. Adama Mickiewicza w Poznaniu
Wydział Anglistyki Uniwersytetu im. Adama Mickiewicza w Poznaniu (w skrócie WA UAM) – do 31 grudnia 2011 Instytut Filologii Angielskiej Uniwersytetu im. Adama Mickiewicza w Poznaniu (w skrócie IFA UAM, angielska nazwa: School of English), jednostka organizacyjna Wydziału Neofilologii Uniwersytetu im. Adama Mickiewicza w Poznaniu, prowadząca działalność dydaktyczną i badawczą związaną z językiem angielskim, językiem afrikaans, językiem niderlandzkim, językami celtyckimi, literaturą powstałą w tych językach oraz kulturą krajów, w których języki te należą do języków urzędowych lub regionalnych.
Zgodnie z zarządzeniem Rektora UAM z 15 grudnia 2011, w wyniku przekształcenia Instytutu Filologii Angielskiej z dniem 1 stycznia 2012 utworzono Wydział Anglistyki, jako 15 wydział UAM. W okresie do 31 sierpnia 2012 wydział działał wyłącznie w zakresie tworzenia swoich struktur organizacyjnych. Od 1 października 2019 Wydział funkcjonuje w ramach Szkoły Nauk o Języku i Literaturze UAM.

## Historia
Filologia angielska przy Uniwersytecie Poznańskim powstała w 1921 roku. Od tego czasu zawieszała swoją działalność dwukrotnie: w latach 1939–1945 oraz 1952–1965. Obecnie Wydział Anglistyki UAM jest największym ośrodkiem studiów anglistycznych w Polsce i w Europie. Studiuje tu ok. 1000 studentów (na studiach stacjonarnych i niestacjonarnych zaocznych). Zatrudnionych jest ponad 180 pracowników naukowych, administracyjnych i technicznych. Wydział Anglistyki UAM posiada tzw. akademicki znak jakości, czyli akredytację Państwowej Komisji Akredytacyjnej. W marcu 2007 r. Prezydium PKA wydało ocenę wyróżniającą kierunkowi filologia angielska prowadzonemu przez ówczesny Instytut Filologii Angielskiej UAM.

## Tryby kształcenia
Kształcenie prowadzone jest zarówno w trybie stacjonarnym jak i niestacjonarnym zaocznym, w ramach studiów pierwszego, drugiego i trzeciego stopnia, czyli programów 3-letnich studiów licencjackich (w trybie stacjonarnym i niestacjonarnym zaocznym), 2-letnich studiów magisterskich (w trybie stacjonarnym i niestacjonarnym zaocznym), 4-letnich studiów doktoranckich (w trybie stacjonarnym i niestacjonarnym).

## Specjalizacje i studia podyplomowe
Na studiach stacjonarnych funkcjonuje w WA UAM pięć filologii:
- filologia angielska. Obejmuje ona następujące specjalizacje: ogólnoakademicką, nauczycielską, południowoafrykańską, celtycką (z językiem walijskim i językiem irlandzkim), teatrologiczną  oraz tłumaczeniową (tłumaczenie pisemne i konferencyjne);
- filologia angielsko-chińska (prowadzona wspólnie z Instytutem Orientalistyki Wydziału Neofilologii);
- filologia niderlandzka;
- filologia rosyjsko-angielska (prowadzona wspólnie z Instytutem Filologii Rosyjskiej i Ukraińskiej Wydziału Neofilologii);
- filologia ukraińsko-angielska (prowadzona wspólnie z Instytutem Filologii Rosyjskiej i Ukraińskiej Wydziału Neofilologii);

a także dwa kierunki okołofilologiczne:
- English Linguistics: Theories, Interfaces, Technologies;
- English Studies: Literature and Culture.

Specjalizację południowoafrykańską uruchomiono przy IFA UAM w roku 2005. Jest to jedyna taka specjalizacja w Polsce. Prowadzona jest ona w ramach studiów licencjackich pierwszego stopnia. W przyszłości planowane jest rozszerzenie specjalizacji tłumaczeniowej o język francuski.
WA prowadzi ponadto Podyplomowe Studium Pedagogiczne dla Nauczycieli Języka Angielskiego.

## Dziedziny objęte dydaktyką i badaniami
Zarówno dydaktyka jak i badania naukowe w WA UAM stoją na najwyższym światowym poziomie. Zatrudnionych jest tu m.in. piętnastu native-speakerów języka angielskiego oraz wykładowców języka niderlandzkiego i afrikaans. Można też uczyć się języka walijskiego, fryzyjskiego, irlandzkiego i islandzkiego oraz języków starogermańskich. W Wydziale Anglistyki UAM zatrudnieni są także liczni specjaliści w wielu dziedzinach badań nad językiem, literaturą i kulturą. Wydział oferuje studentom szeroki wybór wykładów, ćwiczeń i seminariów m.in. z następujących dziedzin:
- fonetyka i fonologia
- morfologia
- składnia generatywna i kontrastywna angielsko-polska
- leksykografia
- dydaktyka języka angielskiego
- językoznawstwo kognitywne
- socjolingwistyka, dialektologia, analiza dyskursu
- pragmatyka językoznawcza
- psycholingwistyka, neurolingwistyka
- metody badań empirycznych w językoznawstwie
- literatura brytyjska, amerykańska i kanadyjska
- kultura brytyjska i amerykańska
- translatoryka
- technologie informacyjne.

## Struktura organizacyjna
Zakres działalności badawczej pracowników naukowo-dydaktycznych WA obrazuje lista Zakładów i Pracowni, tworzących Wydział:
Zakłady:
| Zakład                                                                          | Kierownik                                   |
| ------------------------------------------------------------------------------- | ------------------------------------------- |
| Zakład Angielskiego Językoznawstwa Stosowanego i Dydaktyki Języka Angielskiego  | dr hab. Paweł Scheffler                     |
| Zakład Angielsko-Polskiego Językoznawstwa Porównawczego                         | prof. dr hab. Jacek Witkoś                  |
| Zakład Badań nad Tekstami Kultury                                               | dr hab. Jacek Fabiszak                      |
| Zakład Historii Języka Angielskiego                                             | dr hab. Marcin Krygier                      |
| Zakład Językoznawstwa Kognitywnego                                              | dr hab. Małgorzata Fabiszak                 |
| Zakład Języków Starogermańskich                                                 | dr hab. Piotr Gąsiorowski                   |
| Zakład Literatury Angielskiej, Literatury Irlandzkiej i Lingwistyki Literackiej | prof. dr hab. Liliana Sikorska              |
| Zakład Pragmatyki Języka Angielskiego                                           | prof. dr hab. Roman Kopytko                 |
| Zakład Socjolingwistyki i Studiów nad Dyskursem                                 | dr hab. Agnieszka Kiełkiewicz-Janowiak      |
| Zakład Studiów Amerykanistycznych: Literatura i Media                           | dr hab. Paulina Ambroży                     |
| Zakład Studiów nad Przekładem                                                   | dr hab. Bogusława Whyatt (kurator)          |
| Zakład Studiów Niderlandzkich i Południowoafrykańskich                          | prof. dr hab. Paweł Zajas                   |
| Zakład Studiów Psycholingwistycznych                                            | dr hab. Bogusława Whyatt                    |
| Zakład Współczesnego Języka Angielskiego                                        | prof. dr hab. Katarzyna Dziubalska-Kołaczyk |

Pracownie:
| Pracownia                                                          | Kierownik                             |
| ------------------------------------------------------------------ | ------------------------------------- |
| Pracownia Literatury Kanadyjskiej                                  | dr hab. Agnieszka Rzepa               |
| Pracownia Leksykografii i Leksykologii                             | prof. dr hab. Arleta Adamska-Sałaciak |
| Pracownia Literatury Angielskiej XVIII i XIX wieku i Kultury Druku | dr hab. Joanna Maciulewicz            |
| Pracownia Studiów Amerykanistycznych: Język i Kultura              | dr hab. Radosław Dylewski             |
| Pracownia Studiów Celtyckich                                       | dr hab. Michael Hornsby               |

Laboratoria:
| Laboratorium                                                                   | Kierownik                          |
| ------------------------------------------------------------------------------ | ---------------------------------- |
| Laboratorium Praktycznego Nauczania Języka Angielskiego                        | dr Iwona Łęska-Drajerczak          |
| Laboratorium Kształcenia Nauczycieli Języka Angielskiego i Technik Uczenia się | dr Aleksandra Jankowska            |
| Laboratorium Innowacji Edukacyjnych i Technologii Językowych                   | dr Michał Remiszewski              |
| Laboratorium Języka i Komunikacji                                              | dr hab. Katarzyna Bromberek-Dyzman |
| Laboratorium Przetwarzania Mowy i Języka                                       | dr Grzegorz Krynicki               |
| Laboratorium Neuronauki Języka                                                 | dr Karolina Rataj                  |
| Laboratorium ds. projektów krajowych i zagranicznych                           | prof. dr hab. Wojciech Sowa        |
| Laboratorium Komputerowe                                                       | mgr Tomasz Drewniak                |
| Laboratorium Wydawnicze                                                        | dr Jarosław Weckwerth              |

## Współpraca zagraniczna
WA współpracuje z licznymi uniwersytetami europejskimi w ramach programu Socrates-Erasmus. Studenci osiągający najlepsze wyniki w nauce mogą ubiegać się o semestralne stypendia na uniwersytetach w licznych ośrodkach europejskich. Wydział prowadzi również współpracę naukową z partnerami zagranicznymi m.in. w Stanach Zjednoczonych, Wielkiej Brytanii i Republice Południowej Afryki.

## Biblioteka i laboratoria
Biblioteka Filologiczna NOVUM UAM – Sekcja języka angielskiego posiada największy w Polsce księgozbiór anglistyczny, składający się z około 100 tysięcy woluminów, w tym 70 czasopism naukowych. Studenci WA mają także dostęp do bogato wyposażonego laboratorium komputerowego. Na wydziale znajduje się także nowoczesne laboratorium językowe do nauczania fonetyki oraz laboratorium szkoleniowe dla tłumaczy konferencyjnych.

## Poczet dziekanów
1. prof. dr hab. Katarzyna Dziubalska-Kołaczyk (2012–2019)
2. dr hab. Joanna Pawelczyk (od 2019)

## Władze Wydziału
W kadencji 2024–2028:
| Stanowisko                          | Imię i nazwisko            |
| ----------------------------------- | -------------------------- |
| Dziekan                             | dr hab. Joanna Pawelczyk   |
| Prodziekan ds. nauki                | dr hab. Magdalena Wrembel  |
| Prodziekan ds. współpracy i rozwoju | dr Katarzyna Jankowiak     |
| Prodziekan ds. studenckich          | dr Katarzyna Remiszewska   |
| Prodziekan ds. kształcenia          | prof. dr hab. Jacek Witkoś |